# Apostolisches Schreiben
Mit dem Oberbegriff Apostolische Schreiben werden die schriftlichen Verlautbarungen der Päpste bezeichnet (lateinisch: Documenta Summorum Pontificum), insbesondere solche, die nicht wie Apostolische Konstitution, Dekret, Päpstliche Bulle oder Motu proprio eigens als Rechtsakte gekennzeichnet werden oder als Lehrschreiben in Form einer Enzyklika veröffentlicht werden.
- Das Apostolische Schreiben im engeren Sinn ist die Exhortatio apostolica, ein nicht als Rundschreiben verfasstes Lehrschreiben. Im weiteren Sinne sind Apostolische Briefe wie Litterae und Breve auch als Apostolische Schreiben zu bezeichnen.[3]
- Wann Päpste an Stelle einer Enzyklika das weniger feierliche Apostolische Schreiben wählen, unterscheidet sich je nach der persönlichen Auffassung des Amtsinhabers.
- Die Päpste Leo XIII. (80), Pius XI. (30) und Pius XII. (41) verfassten überwiegend Enzykliken. Von Paul VI. stammen sieben Enzykliken, zehn Apostolische Schreiben und zwanzig weitere Schreiben, die als „Lettera“ bezeichnet werden, überdies noch ungezählte förmliche Breven, persönliche Briefe und Handschreiben aus verschiedenen Anlässen.
- Papst Johannes Paul II. verfasste neben 14 Enzykliken etliche sogenannte „Nachsynodale Apostolische Schreiben“, etwa im Anschluss an eine Bischofssynode, und weitere päpstliche Lehrschreiben.
- Papst Benedikt XVI. hat nach den fünf Bischofssynoden während seines Pontifikats vier „Nachsynodale Apostolische Schreiben“ veröffentlicht. (Nach der Neuevangelisierungs-Synode von 2012 folgte keine Veröffentlichung mehr, da Papst Benedikt XVI. vom Papstamt zurücktrat. Sein Nachfolger verfasste dann mit Evangelii Gaudium das Nachsynodale Apostolische Schreiben.)